# トリビー
株式会社トリビーは、かつて存在したパチスロ機メーカー。
「海人シリーズ」を主軸に沖スロに強みを持ち、2006年～2008年の間はサミーの技術協力を受け、タイアップ機を中心に25パイ機を多数リリースした。
2013年7月31日をもって業務を終了した。

## 機種一覧

### 4号機（主要機種）
- 2000年 - キューティーボム
- 2001年 - 海人-30
- 2002年 - 海神(-30)
- 2003年 - 海人弐-30
- 2004年 - 海人流-30、忍者くん妖怪絵巻

### 5号機
| 機種名                            | 発売年月   | 備考                          |
| --------------------------------- | ---------- | ----------------------------- |
| 快盗天使ツインエンジェル          | 2006年10月 | 初の5号機、社名変更後初の機種 |
| 革命戦士長州力                    | 2007年3月  |                               |
| サシバE-30                        | 2007年6月  |                               |
| 電撃ネットワーク                  | 2007年7月  |                               |
| しぇんしぇーのスロットマシーン-30 | 2007年8月  | 業界初の「設定1」がない機種   |
| カギヤ-30                         | 2008年1月  |                               |
| パチスロクローズ                  | 2008年4月  |                               |
| 海人(-30)                         | 2008年8月  |                               |
| パチスロクローズ 武装戦線         | 2008年10月 |                               |
| がんばれ満月姫!                   | 2009年1月  | ユニバーサル製筐体を使用      |
| 噴火でDON!                        | 2009年10月 |                               |
| スーパーマジカルセブン            | 2010年4月  | ユニバーサル製筐体を使用      |
| 残機尽きるまで私は戦う            | 2011年3月  | ユニバーサル製筐体を使用      |

## 備考
1. ↑  トリビーが業務終了を告知（日刊遊技情報、2013年7月16日）